# Gangsta Breed
Gangsta Breed – wydany w 2005 mixtape amerykańskich producentów hip-hopowych Dame’a Grease’a i DJ-a Suss One’a. Wystąpili na nim między innymi Jadakiss, Styles P, Prodigy i Lennox Ave Boyz.

## Lista utworów
1. "Intro" (Dame Grease & DJ Suss One)
2. Dame Grease ft. Cam’ron, 50 Cent, Meeno, Remy Martin, Notorious B.I.G., 2Pac, Tony Wink, Nas, Jay-Z, & BIG L (Produced by Dame Grease)
3. "Bootcamp" (Jadakiss, Styles P, Sheek Louch, Meeno, & E. Snaps) (Produced by Dame Grease)
4. "Dame Grease Interlude"
5. "Psycho" (Lennox Ave Boyz) (Produced by Dame Grease)
6. "The Industry Remix" (DMX) (Produced by Dame Grease)
7. "Natural Born Killaz Freestyle" (Lennox Ave Boyz)
8. "Appetite For Destruction" (Lennox Ave Boyz)
9. "Star in the Hood" (Black Rob)
10. "Busta Rhymes Interlude"
11. "My Hood Freestyle" (Remo Rapstar ft. Sonnie Carson)
12. "Meeno Freestyle"
13. "The Pledge" (Meeno) (Produced by Dame Grease)
14. "Memphis Bleek Interlude"
15. "Somebody Gotta Die"
16. "Purple Lot" (Purple City & Lennox Ave Boyz) (Produced by Dame Grease)
17. "Dopeman" (Lennox Ave Boyz) (Produced by Dame Grease)
18. "Harlem Boy" (McGruff) (Produced by Dame Grease)
19. "Thug Medicine" (Prodigy of Mobb Deep ft. Sam Scarfo)
20. "Ice Cream" (Meeno)
21. "God By My Side" (Posta Boy) (Produced by Dame Grease)
22. "Dame Grease Interlude"
23. "We Them" (Lennox Ave Boyz) (Produced by Dame Grease)
24. "Pain 2005" (2Pac ft. Lennox Ave Boyz) (Produced by Dame Grease)
25. "Outro"